# Mahnaz Afkhami
Mahnaz Afkhami (en persa: مهناز افخمی‎; Kermán, 14 de enero de 1941) es una expolítica y activista iraní que se desempeñó como la última ministra de Irán antes de la conversión del país en una República islámica.
Desde entonces, vive exiliada en Estados Unidos, donde ha llevado a cabo una labor activista en defensa de los derechos de las mujeres en Irán.

## Biografía
Mahnaz Afkhami nació el 14 de enero de 1941 en la ciudad de Kermán, en el entonces Estado Imperial de Irán.
En 1965 se afilió al partido gobernante, Partido del Nuevo Irán. En 1975, tras la orden del sah de aglutinar todos los partidos, quedó como afiliada del nuevo Partido Rastakhiz o Partido del Resurgimiento. En 1976 fue invitada a participar en el gabinete de Amir Abbás Hoveydá como ministra sin cartera para los Asuntos de la Mujer, cargo al que accedió formalmente el 31 de diciembre de 1976.
En 1977, el sah Reza Pahleví destituyó a Hoveydá y nombró primer ministro a Yamshid Amuzegar en un intento por apaciguar las cada vez más fuertes protestas que desembocarían en la revolución iraní. Afkhami continuó con su cargo en el nuevo gabinete de Amuzegar hasta el 27 de agosto de 1978, cuando la renuncia de Amuzegar provocó un nuevo cambio de gabinete, esta vez encabezado por Ya'afar Sharif Emamí, que reeditó el consejo de ministros en su totalidad, quedando Afkhami fuera de él.
En septiembre, Afkhami ya como exministra pero aún como secretaria general de la Organización de Mujeres de Irán fue enviada a Nueva York (Estados Unidos) para trabajar con un equipo legal de la ONU para formar el Instituto Internacional de Investigación y Capacitación para la Promoción de la Mujer gracias aun acuerdo entre el gobierno iraní y la institución internacional enmarcada en la Ley de Protección de la Familia iraní.
El 27 de noviembre de 1978, recibió una llamada de su marido en el que le advertía del inminente triunfo de los fundamentalistas en la revolución iraní y el inevitable derrocamiento del sah, quedando desde ese momento Mahnaz Afkhami exiliada para evitar la persecución contra los miembros políticos del régimen del sah y la represión contra ellos, como a la también exministra Farrokhroo Parsa, que llevó la cartera de Educación de 1968 a 1972, que fue arrestada, juzgada por el Tribunal Revolucionario Islámico y ejecutada por un pelotón de fusilamiento.
Desde 1978 vive exiliada en Estados Unidos.